# Anna El-Tour
Anna El-Tour (en russe Анна Эль-Тур), pseudonyme d'Anna Samoilovna Isakovitch (en russe Анна Самойловна Исакович), née le 4 juin 1886 à Odessa et décédée le 30 mai 1954, à Amsterdam, est une chanteuse et une pédagogue française d'origine russe.

## Biographie
Née à Odessa, elle est la fille de Samuel Isakovitch (1859-1910), le propriétaire du célèbre bain d'Odessa. Elle est diplômée du Conservatoire de Saint-Pétersbourg pour le piano (Anna Esipova) et pour le chant, puis elle est allée étudier à Leipzig. En 1908, elle a fait une tournée avec succès au Royaume-Uni, avec le violoniste Jan Kubelík, abordant principalement le répertoire russe. De retour en Russie, El-Tour chante à Saint-Pétersbourg, enthousiasmant César Cui : « Je crois en vos futurs succès. Vous avez tout : une voix, une merveilleuse formation, un rare talent musical, un tempérament passionné, du talent et enfin une déclamation exceptionnelle ».
Dans les années 1913-1920, elle enseigne à Moscou, puis quitte la Russie. Entre 1922 et 1925, elle enseigne à Berlin, puis entre 1925 et 1948 à Paris. En 1948, elle devient professeur au conservatoire d’Amsterdam. Parmi les élèves d'Anna El-Tour, on trouve en particulier Jennie Tourel, qui a pris comme nom de scène un nom formé en intervertissant les deux syllabes de celui de son professeur.